# Hydriastele
Hydriastele, rod palmi smješten u tribus Areceae, potporodica Arecoideae. Pripada mu 39 vrsta tkoje su raširene od Celebesa i Moluka do zapadnog Pacifika i Australiji (Sjeverni teritorij, Queensland).
Neke vrste na Novoj Gvineji koriste se za izradu podova, nadalje za izradu kopalja, a neke se uzgajaju kao dekorativno bilje.

## Vrste
1. Hydriastele apetiolata Petoe & W.J.Baker
2. Hydriastele aprica (B.E.Young) W.J.Baker & Loo
3. Hydriastele beguinii (Burret) W.J.Baker & Loo
4. Hydriastele biakensis W.J.Baker & Heatubun
5. Hydriastele boumae W.J.Baker & D.Watling
6. Hydriastele calcicola W.J.Baker & Petoe
7. Hydriastele costata F.M.Bailey
8. Hydriastele cylindrocarpa (Becc.) W.J.Baker & Loo
9. Hydriastele divaricata Heatubun, Petoe & W.J.Baker
10. Hydriastele dransfieldii (Hambali, Maturb., Wanggai & W.J.Baker) W.J.Baker & Loo
11. Hydriastele flabellata (Becc.) W.J.Baker & Loo
12. Hydriastele gibbsiana (Becc.) W.J.Baker & Loo
13. Hydriastele hombronii (Becc.) W.J.Baker & Loo
14. Hydriastele kasesa (Lauterb.) Burret
15. Hydriastele kjellbergii (Burret) W.J.Baker & Loo
16. Hydriastele lanata W.J.Baker & Petoe
17. Hydriastele ledermanniana (Becc.) W.J.Baker & Loo
18. Hydriastele longispatha (Becc.) W.J.Baker & Loo
19. Hydriastele lurida (Becc.) W.J.Baker & Loo
20. Hydriastele macrospadix (Burret) W.J.Baker & Loo
21. Hydriastele manusii (Essig) W.J.Baker & Loo
22. Hydriastele microcarpa (Scheff.) W.J.Baker & Loo
23. Hydriastele moluccana (Becc.) W.J.Baker & Loo
24. Hydriastele montana (Becc.) W.J.Baker & Loo
25. Hydriastele nannostachys W.J.Baker & Loo
26. Hydriastele oxypetala (Burret) W.J.Baker & Loo
27. Hydriastele palauensis (Becc.) W.J.Baker & Loo
28. Hydriastele pinangoides (Becc.) W.J.Baker & Loo
29. Hydriastele procera (Blume) W.J.Baker & Loo
30. Hydriastele ramsayi (Becc.) W.J.Baker & Loo
31. Hydriastele rheophytica Dowe & M.D.Ferrero
32. Hydriastele sarasinorum (Burret) W.J.Baker & Loo
33. Hydriastele selebica (Becc.) W.J.Baker & Loo
34. Hydriastele simbiakii Heatubun, Petoe & W.J.Baker
35. Hydriastele splendida Heatubun, Petoe & W.J.Baker
36. Hydriastele variabilis (Becc.) Burret
37. Hydriastele vitiensis W.J.Baker & Loo
38. Hydriastele wendlandiana (F.Muell.) H.Wendl. & Drude
39. Hydriastele wosimiensis W.J.Baker & Petoe